# Maisoncelles-du-Maine
Maisoncelles-du-Maine – miejscowość i gmina we Francji, w regionie Kraj Loary, w departamencie Mayenne.
Według danych na rok 1990 gminę zamieszkiwało 365 osób, a gęstość zaludnienia wynosiła 23 osób/km² (wśród 1504 gmin Kraju Loary Maisoncelles-du-Maine plasuje się na 935. miejscu pod względem liczby ludności, natomiast pod względem powierzchni na miejscu 739.).